# Septum pellucidum
Het septum pellucidum (of kortweg: septum) is een dunne driehoekige verticale membraan die de scheiding vormt tussen de zijventrikels in de hersenen, specifieker tussen de voorhoornen van de zijventrikels (cornua anteriora ventriculorum lateralium).
Het septum is betrokken bij het reguleren van emoties. Er bestaan heel wat verbindingen tussen het septum en de amygdala, de hippocampus, de hypothalamus en de cortex cerebri (grotehersenschors). Dit doet vermoeden dat het septum dient als een soort verbindingsstation tussen de cognitieve processen (cortex en hippocampus) en de emotionele processen (amygdala en hypothalamus).

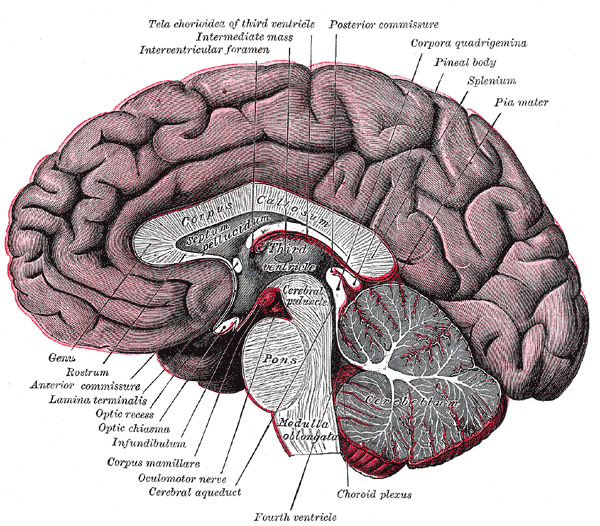
Mediaal aanzicht van de hersenen met in het midden het septum pellucidum.

## Locatie
Het septum pellucidum is gelegen in het midden van de hersenen, tussen de twee hersenhelften. Het is aan bovenzijde en voorzijde vastgehecht aan de hersenbalk.

## Functie
De area septalis op het mediale vlak van de beide hersenhelften maakt deel uit van een boogvormig complex dat gerekend wordt tot het limbische systeem. Elektrische stimulatie van dit gebied leidt vaak tot autonoom-fysiologische reacties zoals pupilverwijding, verhoogde speekselsecretie of seksuele (erectie) reacties. Het septum, evenals de naburige nucleus accumbens, vormden een belangrijk gebied bij zelfstimulatie-experimenten bij dieren.

## Pathologie
Het ontbreken van het septum pellucidum of de hersenbalk, veroorzaakt door mutaties in het gen HESX1, kan leiden tot dysfuncties van de hypothalamus en hypofyse, en problemen met het zien en de visuele coördinatie. Beschadiging van het septum pellucidum treedt soms op bij boksers (zoals bij de bokser Rocky Balboa in de film Rocky V).